# Château de Luynes
Le château de Luynes est un ancien château fort, fondé au XIe siècle, plusieurs fois reconstruit et remanié, qui se dresse sur la commune française de Luynes dans le département d'Indre-et-Loire, en région Centre-Val de Loire.
Le château est inscrit au monuments historiques et ouvert au public en 1996. En 2016, il ferme définitivement ses portes au visiteurs, n'étant plus aux normes pour l'accueil du public.

## Localisation
Le château est bâti, en aval de Tours, sur un promontoire rocheux surplombant le Val de Loire, sur la commune de Luynes, dans le département français d'Indre-et-Loire. Il surveillait le trafic sur la Loire et sa vallée.

## Historique
Le fief appartenait à l'origine à la maison de Maillé depuis le Xe siècle.
Une première forteresse est construite au XIe siècle et détruite par le comte d’Anjou en 1096, elle fut reconstruite au début du XIIe siècle par le seigneur de Maillé. Durant la guerre de Cent Ans, le château de Maillé joua un rôle militaire important.
À la mort du baron François de Maillé en 1501, sans progéniture mâle, le fief passe à la lignée féminine des Laval, liée à la maison de Montmorency. Le 17 juin 1578, Jean de Laval, baron de Maillé, est élevé au rang de comte de Maillé, mais la lignée disparaît en 1590. Le château est alors vendu le 3 août 1619 à Charles d'Albert.
Depuis lors, le château est la propriété de la famille Albert de Luynes.
La forteresse médiévale originelle est transformée à plusieurs reprises : au XVe siècle, les tours principales sont réaménagées avec le percement de fenêtres. Le mur sud est remplacé par une cour en terrasse. Au XVIIe siècle, un pavillon est construit à l'arrière de la tour sud-est.

## Protection aux monuments historiques
Le château fait l’objet d’une inscription au titre des monuments historiques par arrêté du 17 juillet 1926.

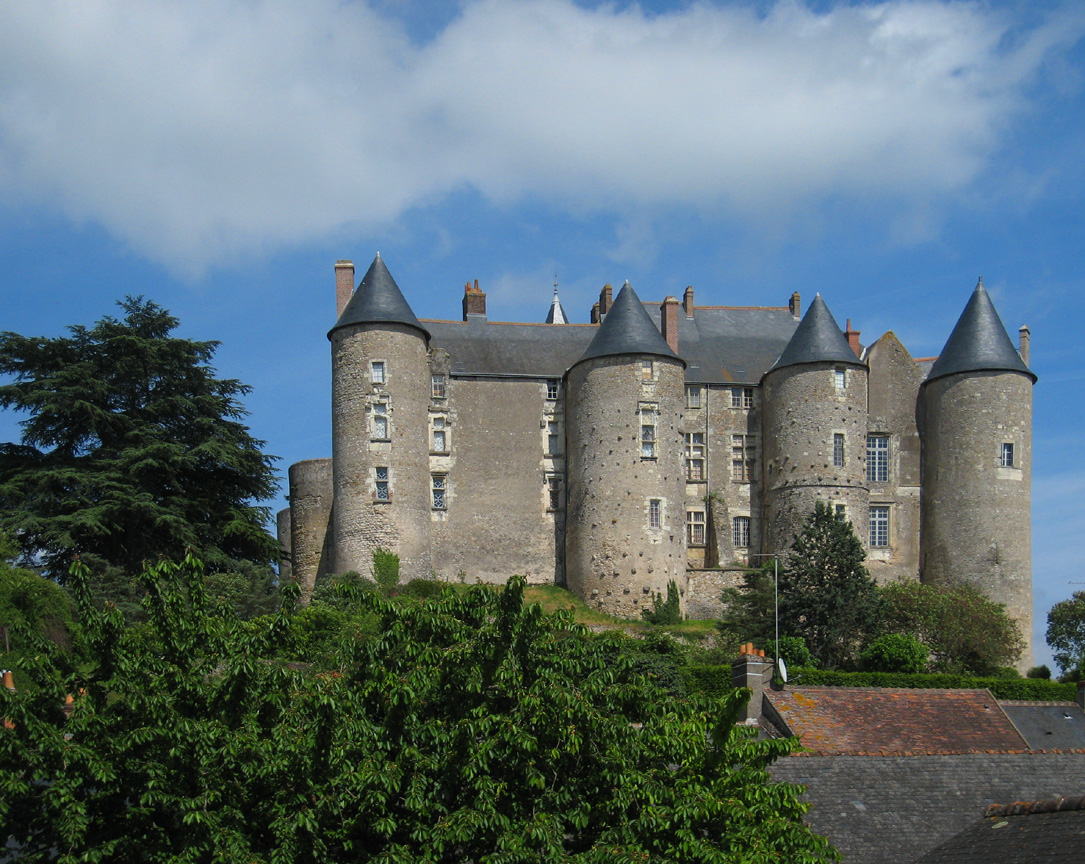
Vue de l'ouest.
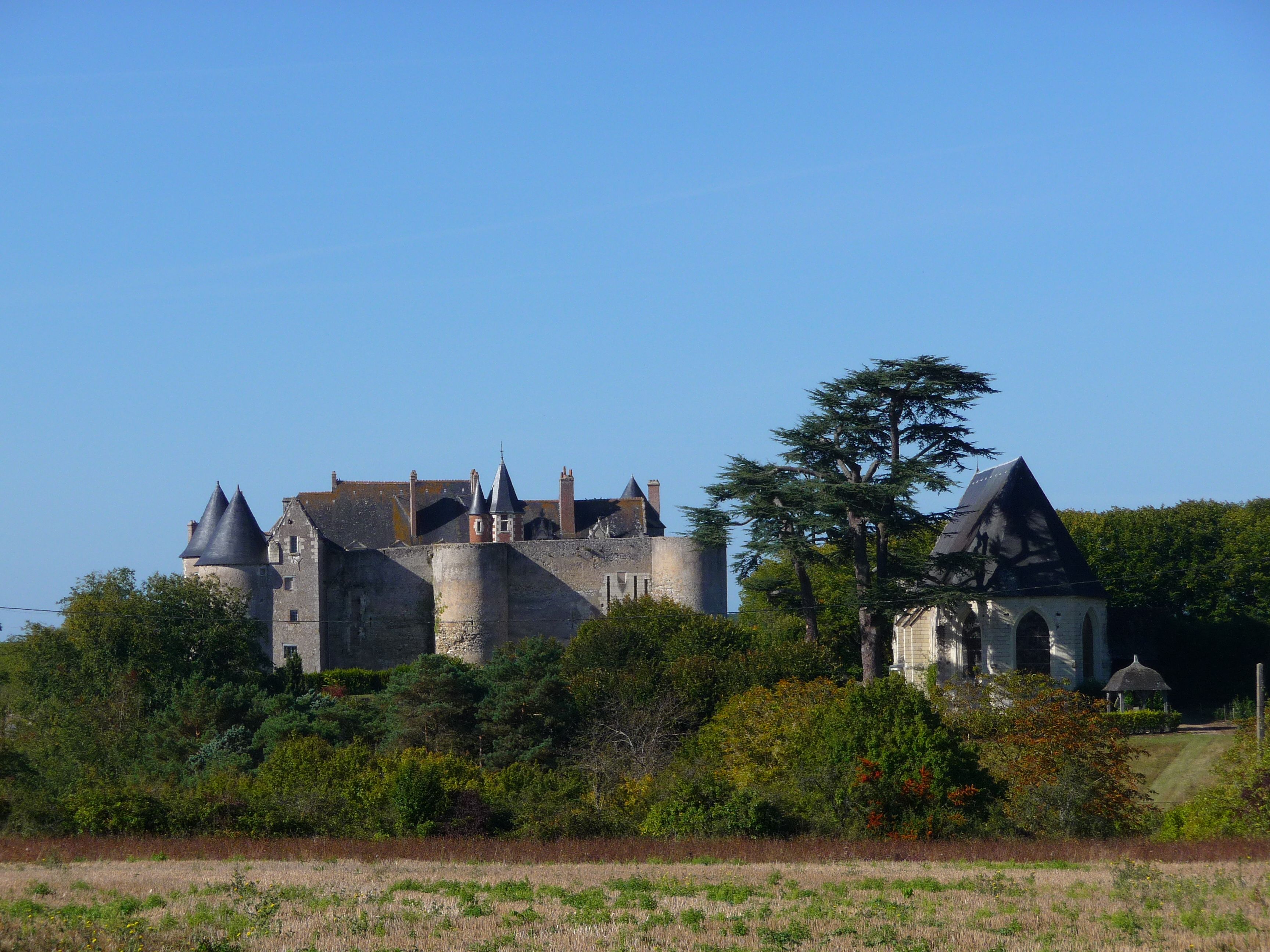
Château et chapelle, vue de l'est.
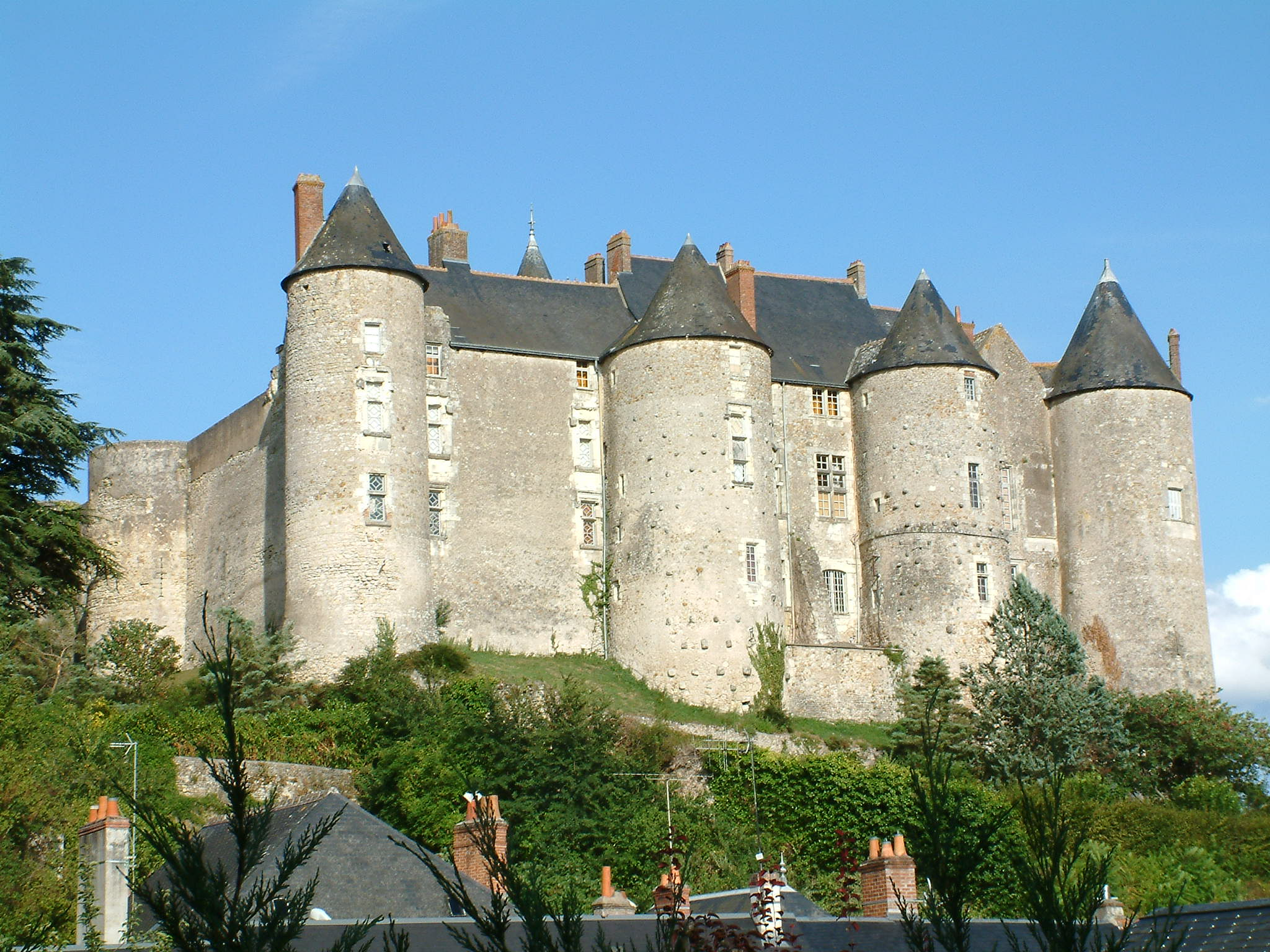
Vue de l'ouest.
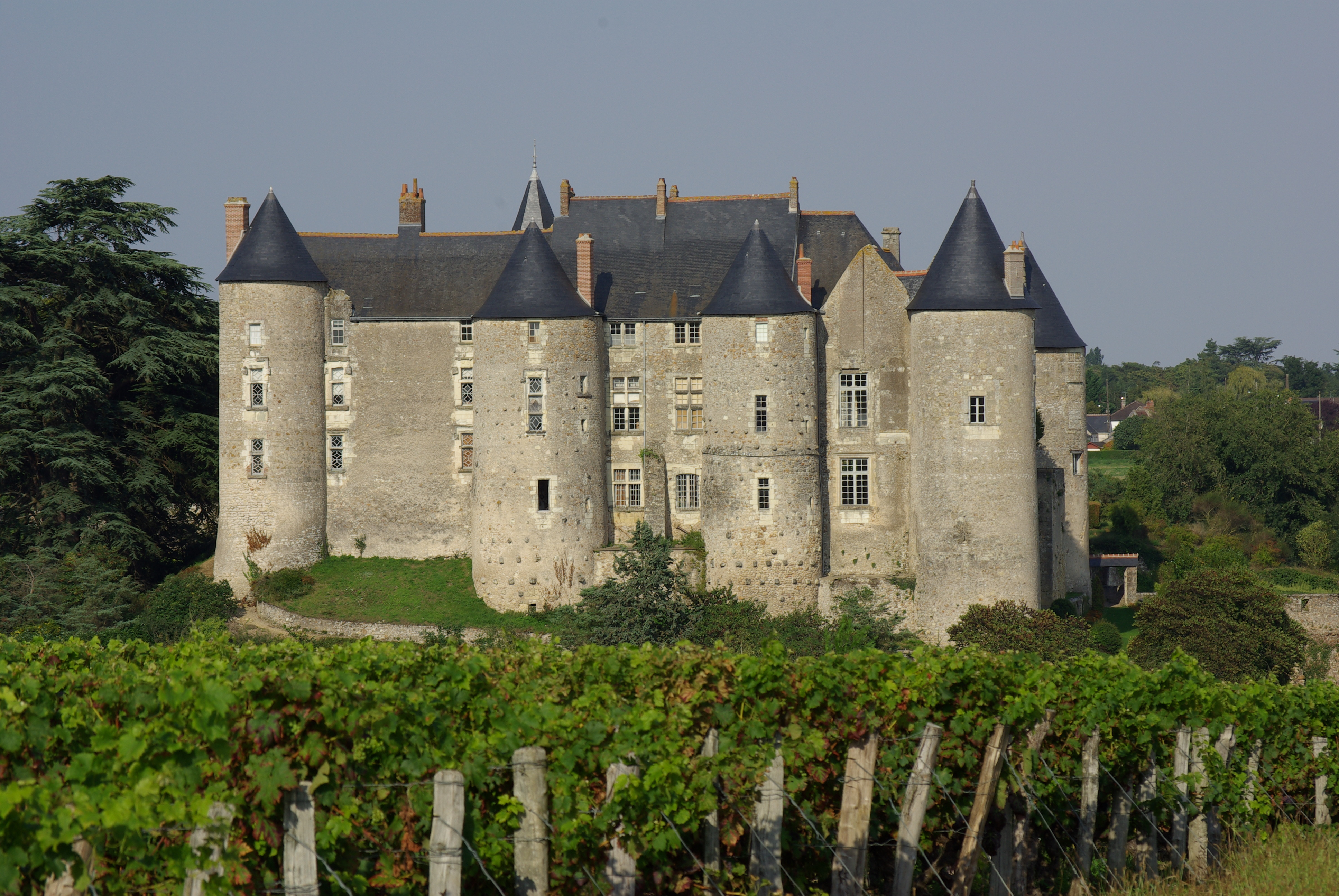
Vue de l'ouest.
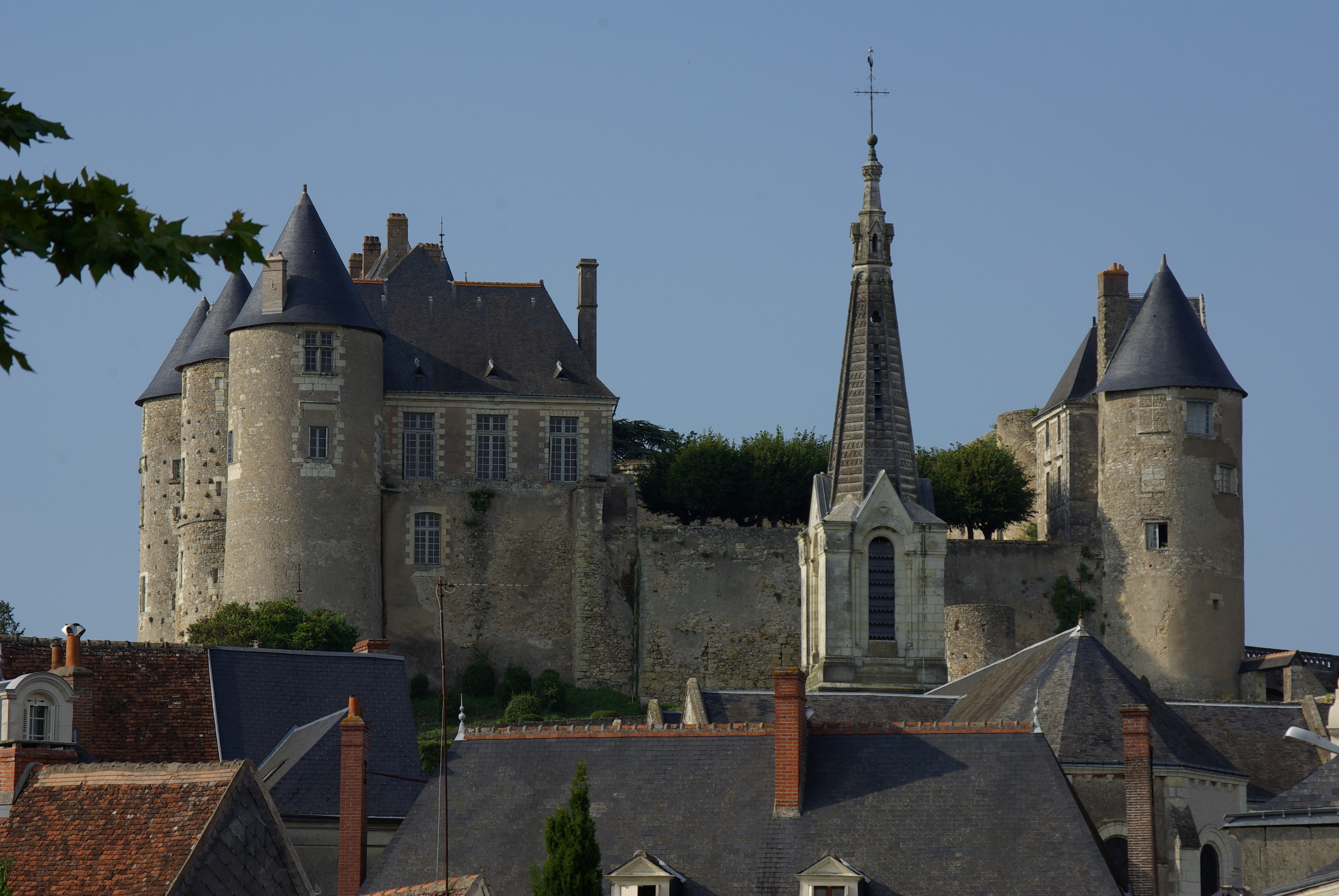
Vue du sud.
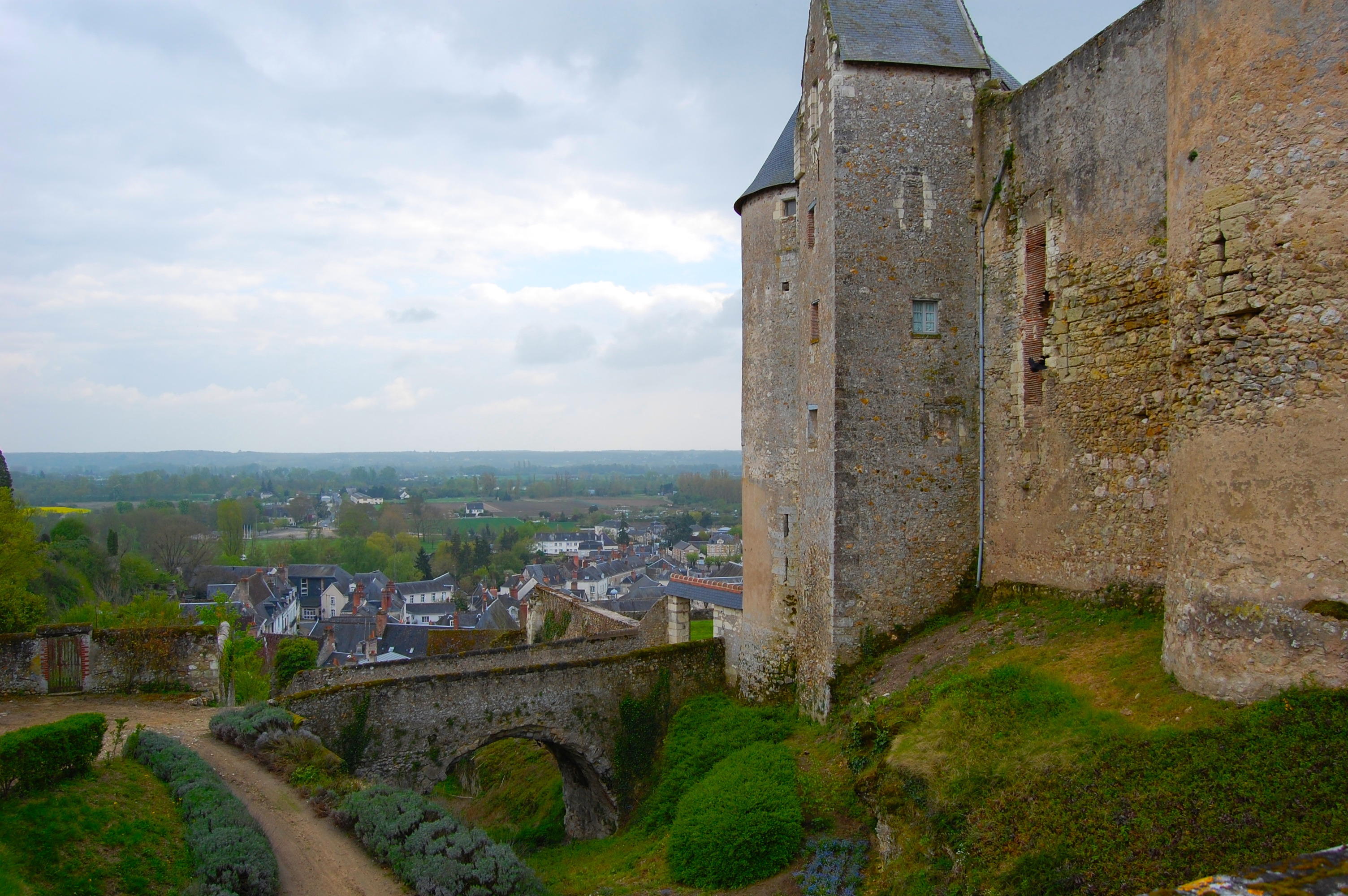
Vue de la douve à l'est.
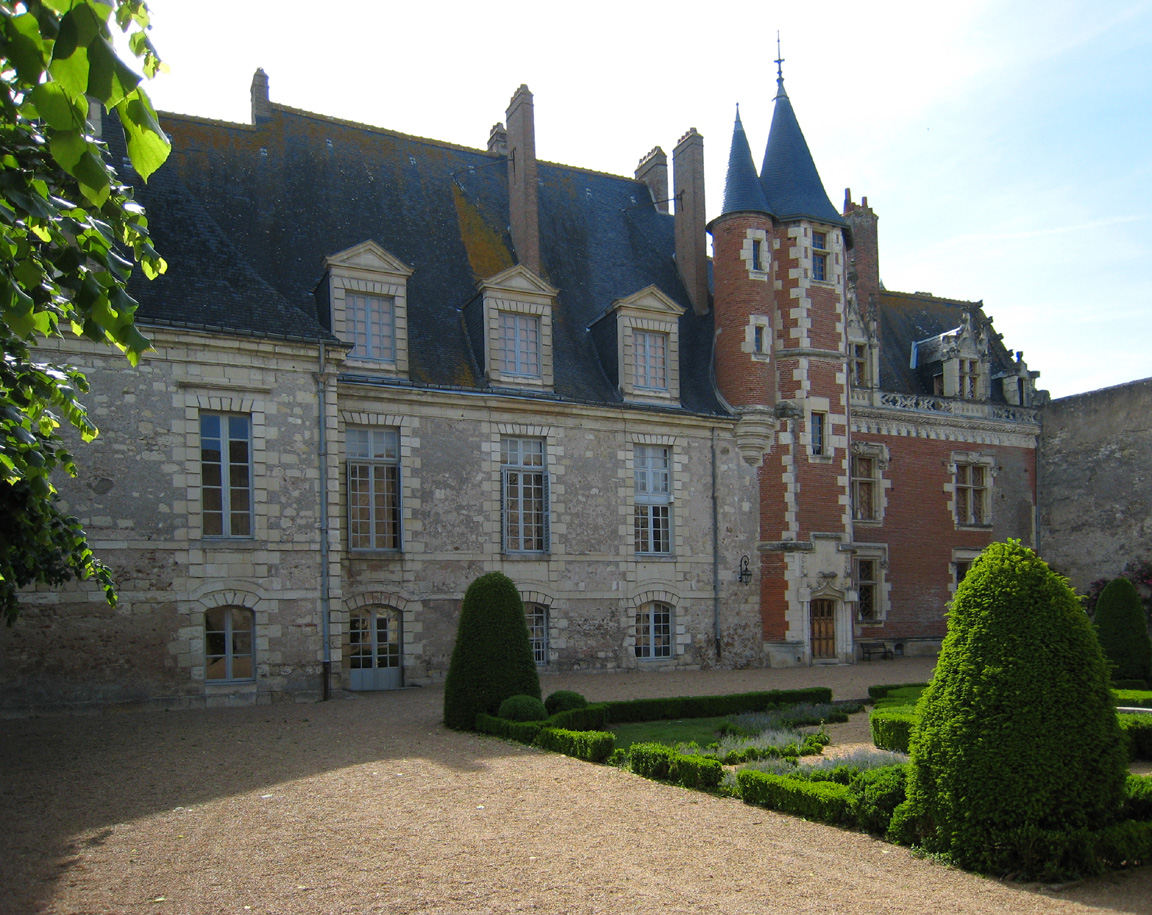
Vue de la cour intérieure.